# Букадида, Мунир
Мунир Букадида (араб. منير بوقديدة‎; род. 24 октября 1967, Сус) — тунисский футболист, защитник, Вице-чемпион Кубка африканских наций 1996 года.

## Карьера
Карьера Букадиды началась в 1987 году в клубе «Этуаль дю Сахель». Он играл там в течение двенадцати лет. В 1999 году он переехал в Германию, где подписал контракт с клубом Второй Бундеслиги «Вальдхофом». 15 августа 1999 года дебютировал за клуб в матче против «Нюрнберга», где его команда уступила 0:3. В течение трёх лет, проведённых в клубе, он сыграл в 67 матчах. В 2003 году Букадида завершил карьеру.
За сборную Туниса Букадида дебютировал в 1994 году. Он был в составе тунисской сборной на чемпионате мира 1998 года. На турнире Букадида сыграл два матча против Англии и Румынии. Также участвовал в Кубке африканских наций 1994, 1996, 2000 и 2002 годах. Единственный гол за национальную сборную Букадида забил в 1996 году в товарищеском матче против Египта. В 2002 году он завершил международную карьеру.

## Достижения
Этуаль дю Сахель
- Чемпион Туниса: 1996/97
- Обладатель Кубка Туниса: 1995/96
- Обладатель Кубка обладателей кубков КАФ: 1997
- Обладатель Кубка КАФ: 1995
- Обладатель Суперкубка КАФ: 1998

 Сборная Туниса
- Вице-чемпион Кубка африканских наций: 1996